# ザフォニック
ザフォニック（Zafonic、1990年 - 2002年）は、フランスのサラブレッドの競走馬、および種牡馬である。1993年の2000ギニーステークス優勝馬で、種牡馬としても活躍した。

## 経歴
アメリカ合衆国のジュドモントファームで生産された馬で、フランスの調教師アンドレ・ファーブルのもとで競走馬となった。
2歳になった1992年、8月13日にドーヴィル競馬場で行われたタンカルヴィユ賞がデビュー戦となり、2馬身半差でこれに勝利した。翌戦はモルニ賞に出走して優勝、ロンシャン競馬場のサラマンドル賞も制して3連勝を決めた。10月にはイギリスのニューマーケット競馬場へと遠征し、ここでデューハーストステークスに勝利した。G1を含む4戦4勝と大きな結果を残し、この年の末にカルティエ賞最優秀2歳牡馬として選出された。
3歳シーズンに入っての初戦は4月のメゾンラフィット競馬場のジェベル賞（準重賞）で、ザフォニックはキングマンボにアタマ差で敗れて2着となり、初めての敗戦を経験した。5月に入るとふたたびイギリスへ渡り、イギリスクラシック三冠競走のひとつ2000ギニーステークスに出走した。ここでザフォニックは2着バラシアに3馬身半差、さらに45年ぶりのコースレコードで優勝を手にした。
その後はマイル路線に向かうものと思われたが、その翌戦サセックスステークスで競走中に鼻出血が出て7着に敗退、それがもととなって引退に至った。

## 引退後
馬主ハーリド・ビン・アブドゥッラーの所有するバンステッドマナースタッドに繋養され、種牡馬となった。初年度からザールを出すなど好調な出だしを切った。
2002年、シャトル種牡馬としてオーストラリアのアロースタッドへと移送された。しかし、検疫から間もなくの9月7日に牧場内で事故に巻き込まれ、11歳で死亡した。

### おもな産駒
- 1995年産
  - ザール Xaar - サラマンドル賞、デューハーストステークス
- 1996年産
  - ザカリヤ - ニュージーランドトロフィー4歳ステークス
- 1998年産
  - カウントデュボワ Count Dubois - イタリアグランクリテリウム
  - ルゼル - 青葉賞
- 1999年産
  - ジージートップ Zee Zee Top - オペラ賞
- 2000年産
  - ザフィーン Zafeen - セントジェームズパレスステークス

### 母父としての主な産駒
- 2000年産
  - ヴァダウィナ Vadawina：父アンフワイン - サンタラリ賞
- 2003年産
  - マルカシェンク：父サンデーサイレンス - デイリー杯2歳ステークス、関屋記念）
- 2004年産
  - ザンベジサン Zambezi Sun：父ダンシリ - パリ大賞典
  - ザレマ：父ダンスインザダーク - 京成杯オータムハンデキャップ
- 2006年産
  - ザフィシオ Zafisio：父エフィシオ - クリテリウム・アンテルナシオナル
- 2007年産
  - オーザーン Awzaan：父アルハース - ミドルパークステークス
  - ステラリード：父スペシャルウィーク - 函館2歳ステークス
- 2008年産
  - イジートップ Izzi Top：父ピヴォタル - プリティーポリーステークス、ジャンロマネ賞
- 2010年産
  - サルタニナ Sultanina：父ニューアプローチ - ナッソーステークス
- 2011年産
  - ヴァジラ Vazira：父シーザスターズ - サンタラリ賞
  - ガリバルディ：父ディープインパクト - 中京記念
- 2012年産
  - テイクダウン Takedown : 父ストラタム - ウィンターボトムステークス

## 評価

### おもな勝鞍
1992年（2歳） 4戦4勝
モルニ賞 (G1)、サラマンドル賞 (G1)、デューハーストステークス (G1)
1993年（3歳） 3戦1勝
2000ギニーステークス (G1)

### 年度代表馬
- 1992年 - カルティエ賞最優秀2歳牡馬

## 血統表
| ザフォニックの血統（ミスタープロスペクター系 / Native Dancer 4x5=9.38%、 Nasrullah 父内5x5=6.25%） | ザフォニックの血統（ミスタープロスペクター系 / Native Dancer 4x5=9.38%、 Nasrullah 父内5x5=6.25%） | ザフォニックの血統（ミスタープロスペクター系 / Native Dancer 4x5=9.38%、 Nasrullah 父内5x5=6.25%） | （血統表の出典） | （血統表の出典） |
| 父 Gone West 1984 鹿毛 アメリカ                                                                    | 父の父Mr. Prospector 1970 鹿毛 アメリカ                                                            | Raise a Native                                                                                     | Native Dancer    | Native Dancer    |
| 父 Gone West 1984 鹿毛 アメリカ                                                                    | 父の父Mr. Prospector 1970 鹿毛 アメリカ                                                            | Raise a Native                                                                                     | Raise You        |                  |
| 父 Gone West 1984 鹿毛 アメリカ                                                                    | 父の父Mr. Prospector 1970 鹿毛 アメリカ                                                            | Gold Digger                                                                                        | Nashua           | Nashua           |
| 父 Gone West 1984 鹿毛 アメリカ                                                                    | 父の父Mr. Prospector 1970 鹿毛 アメリカ                                                            | Gold Digger                                                                                        | Sequence         |                  |
| 父 Gone West 1984 鹿毛 アメリカ                                                                    | 父の母Secrettame 1978 栗毛 アメリカ                                                                | Secretariat                                                                                        | Bold Ruler       | Bold Ruler       |
| 父 Gone West 1984 鹿毛 アメリカ                                                                    | 父の母Secrettame 1978 栗毛 アメリカ                                                                | Secretariat                                                                                        | Somethingroyal   |                  |
| 父 Gone West 1984 鹿毛 アメリカ                                                                    | 父の母Secrettame 1978 栗毛 アメリカ                                                                | Tamerett                                                                                           | Tim Tam          | Tim Tam          |
| 父 Gone West 1984 鹿毛 アメリカ                                                                    | 父の母Secrettame 1978 栗毛 アメリカ                                                                | Tamerett                                                                                           | Mixed Marriage   |                  |
| 母 Zaizafon 1982 栗毛 アメリカ                                                                     | 母の父The Minstrel 1974 栗毛 カナダ                                                                | Northern Dancer                                                                                    | Nearctic         | Nearctic         |
| 母 Zaizafon 1982 栗毛 アメリカ                                                                     | 母の父The Minstrel 1974 栗毛 カナダ                                                                | Northern Dancer                                                                                    | Natalma          |                  |
| 母 Zaizafon 1982 栗毛 アメリカ                                                                     | 母の父The Minstrel 1974 栗毛 カナダ                                                                | Fleur                                                                                              | Victoria Park    | Victoria Park    |
| 母 Zaizafon 1982 栗毛 アメリカ                                                                     | 母の父The Minstrel 1974 栗毛 カナダ                                                                | Fleur                                                                                              | Flaming Page     |                  |
| 母 Zaizafon 1982 栗毛 アメリカ                                                                     | 母の母Mofida 1974 栗毛 イギリス                                                                    | Right Tack                                                                                         | Hard Tack        | Hard Tack        |
| 母 Zaizafon 1982 栗毛 アメリカ                                                                     | 母の母Mofida 1974 栗毛 イギリス                                                                    | Right Tack                                                                                         | Polly Macaw      |                  |
| 母 Zaizafon 1982 栗毛 アメリカ                                                                     | 母の母Mofida 1974 栗毛 イギリス                                                                    | Wold Lass                                                                                          | Vilmorin         | Vilmorin         |
| 母 Zaizafon 1982 栗毛 アメリカ                                                                     | 母の母Mofida 1974 栗毛 イギリス                                                                    | Wold Lass                                                                                          | Cheb F-No.9-e    |                  |

母ザイザフォンはイギリスの競走馬で、イギリスの重賞競走 (G3) での優勝経験のある馬であった。全弟に種牡馬として成功したザミンダーがいる。

## 備考
1. ↑  Juddmonte stallion Zafonic dies in paddock accident in Australia